# 赵庆奎
赵庆奎（1936年—2009年4月10日），天津人，中国举重运动员、教练员，中国国家举重队原总教练。曾任中国举重协会副主席兼秘书长、亚洲举重联合会副主席。1989年被评为建国40年以来杰出教练员。